# Stăpânul cântecelor
Stăpânul cântecelor (1980) (titlu original Songmaster) este un roman science fiction scris de Orson Scott Card. Acțiunea cărții se petrece într-un imperiu uman din viitor și este centrată în jurul lui Ansset, un băiat frumos a cărui voce perfectă are puterea de a amplifica emoțiile, făcând din el un potențial vindecător sau distrugător. Pregătirea sa în domeniul muzical este așa de desăvârșită, încât cântecele sale pot exprima idei și emoții mai fidel decât cuvintele.

## Originea romanului
Stăpânul cântecelor are la bază nuveleta "Mikal's Songbird", apărută în Analog Science Fiction în mai 1978. În ea se povestește despre un băiat a cărui voce perfectă poate amplifica emoțiile umane și a fost re-tipărită în culegerea de povestiri a lui Card Maps in a Mirror. În afara faptului de a servi pe post de germene al romanului, povestirea originală a devenit (cu mici modificări) a doua secțiune a romanului.

## Intriga
Imperiul Stăpânului cântecelor este un loc al trădării, asemănător Romei Antice și Imperiului Galactic din seria Fundația a luiIsaac Asimov. Din punct de vedere moral, cartea este ambivalentă. Dragostea adevărată, atât heterosexuală cât și homosexuală, reprezintă o temă majoră, alături de loialitate și onoare. De asemenea, frauda, răpirea, asasinatul, crima sunt prezentate din mai multe perspective. La fel ca multe opere ale lui Card și aceasta pune mai mult accentul pe interacțiunea dintre oameni, pe problemele lor morale, decât pe tehnologie, deși este evident că Imperiul posedă o tehnologie avansată.

### Privighetoarea
Elementul central al narațiunii îl constituie ideea că băieții și fetele sunt aleși de la vârste fragefe pe baza talentelor lor muzicale. Copiii sunt îndepărtați de viața normală și sunt antrenați să cânte, dându-li-se droguri care le întârzie pubertatea cu cinci ani și le provoacă sterilitatea. Câțiva dintre cei mai talentați cântăreți sunt meniți să devină Privighetori, care sunt vândute clienților bogați, cărora le stau alături până împlinesc cinsprezece ani, după care revin în Casa Cântecelor. Cei care nu reușesc să atingă acest nivel nu au vieți îndestulătoare, dar Casa Cântecelor se ocupă de nevoile lor materiale.
Ansset este considerat special și ajunge sub aripa ocrotitoare a Esstei, o Privighetoare care îl duce în lumea reală pentru câteva zile. Datorită talentului său, el este menit să-i cânte împăratului Mikal însuși. La vârsta de 9 ani, Riktors Ashen îl ia din Casa Cântecelor, fiind captivat de frumusețea lui.

### Tema iubirii dintre un bărbat și un băiat
Ansset are parte de prima experiență sexuală nedorită din partea unui gardian care îl percheziționează în vederea primei întâniri cu Mikal. La puțină vreme după sosirea la palat și în viața lui Mikal, încep să circule zvonurile că un asemenea băiat frumos împarte cu siguranță patul cu împăratul. Zvonurile sunt înăbușite de o vizită făcută de Kya-Kya, o fostă membră a Casei Cântecelor, deoarece o Privighetoare îi este oferită doar unei persoane despre care s-a considerat că posedă un suflet capabil să aprecieze cu adevărat o asemenea frumusețe. Un bărbat sau o femeie care ar dori un asemenea lucru cum este abuzul sexual nu ar fi considerată un candidat potrivit unei Privighetori. Ansset este iubit de Mikal și îl iubește la rândul său, dar nici Mikal și nici succesorul său, Riktors, nu vor să întrețină relații sexuale cu băiatul.
Kya-Kya (Kyaren) este o fată doar puțin mai vârstnică decât Ansset, care a părăsit Casa Cântecelor și vrea să ajungă într-o poziție de vârf pe Pământ, ajungând în cele din urmă să lucreze pentru Ansset. Kyaran are un prieten, pe Josif, care este - după cum declară chiar el - șaizeci și doi la sută homosexual și, în rest, heterosexual.
Josif se îndrăgostește de Ansset la prima vedere, iar acesta din urmă începe să îi caute tot mai des compania, pe măsură ce se maturizează. Josif și Kyaren fac un băiat, iar Ansset își dă seama că Josif este atras de el sexual, ca atâția alții înaintea lui. Cu toate acestea, își dă seama că iubirea lui Josif este diferită de pasiunea pe care a văzut-o de atâtea ori. Ansset își pierde cântecele și vrea să afle ce urmează, oferindu-i-se în cele din urmă lui Josif.

## Comentariul autorului
Card, care e mormon și conservator din punct de vedere social, a scris numeroase eseuri în care condamnă homosexualitatea. El a răspuns criticilor pe care conservatorii le'au adus romanului său într-un articol intitulat "Ipocriții homosexualității":
„Romanul tratează personaje care împărtășesc un act interzis apărut din dorința unei părți, compasiunea celeilalte și iubirea sinceră și prietenia amândurora. Nu am vrut să demonstrez că homosexualitatea este "frumoasă" sau "naturală" - de fapt, sexul de orice fel e "frumos" doar pentru participanți și e greu să fii un avocat al naturaleții unei tendințe atât de contra-evoluționiste cum este împerecherea între persoane de același sex. Aceste probleme sunt irelevante. Prietenia dintre Ansset ți Josif a fost un lucru frumos și natural, chiar dacă i-a dus în cele din urmă pe o cale auto-distructivă reciprocă. ”

## Semnificație literară și critici
Un critic a catalogat romanul ca "poate cea mai bună operă publicată de Card vreodată". Editorul l-a considerat "...o poveste tulburătoare despre putere și dragoste - povestea omului care ar distruge tot ce iubește pentru a păstra pacea omenirii și a băiatului care schimbă lumea prin cântecele sale".

## Premii și nominalizări
La fel ca alte cărți ale lui Card (Jocul lui Ender, de exemplu), și aceasta a început ca o povestire "Mikal's Songbird" finalistă a premiului Nebula din 1978.Stăpânul cântecelor a primit premiul memorial Hamilton-Brackett în 1981.